# بلهدان (مقاطعة تشرام)
بلهدان (بالفارسية: بلهدان) هي قرية تقع في قسم الغتشين الريفي (مقاطعة تشرام) في إيران. يقدر عدد سكانها بـ 476 نسمة .